# 奥村栄実

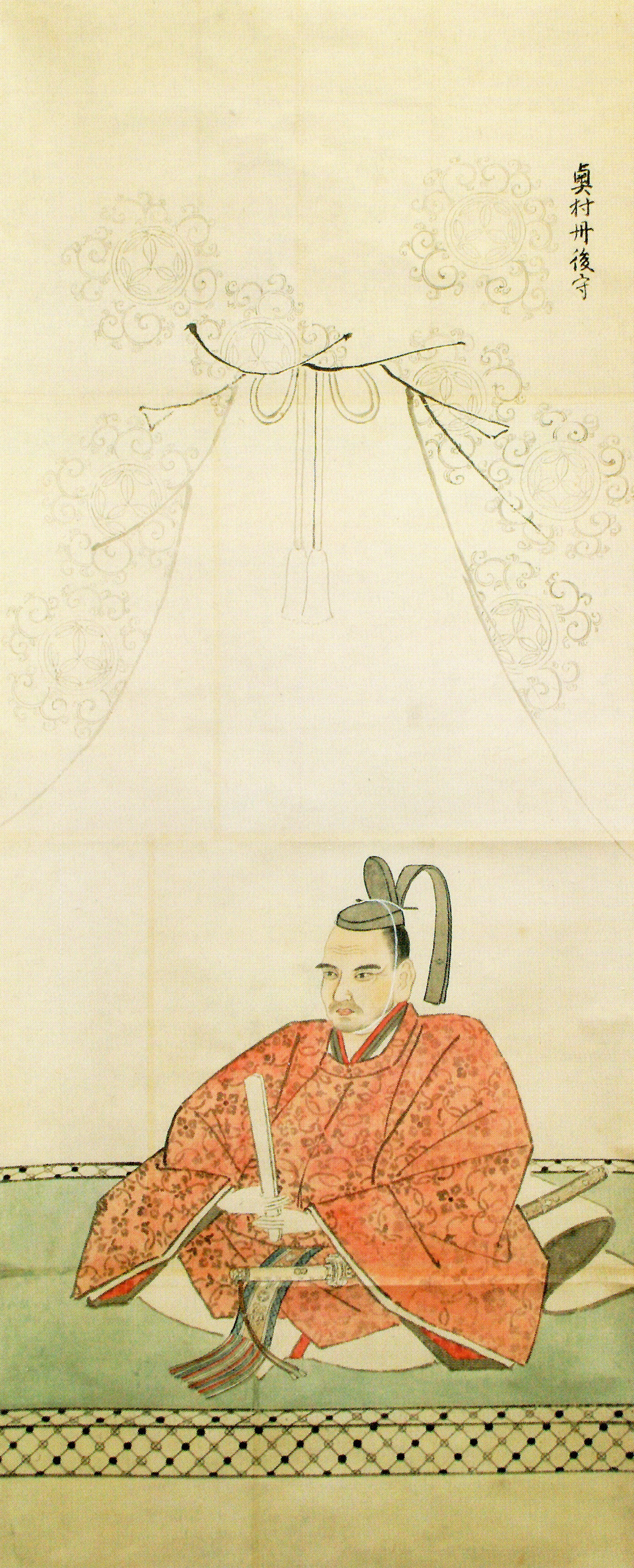
奥村栄実肖像(前田土佐守家資料館所蔵)

奥村 栄実（おくむら てるざね、寛政4年（1792年） - 天保14年8月9日（1843年9月2日））は、加賀藩年寄。加賀八家奥村宗家第11代当主。国学者。
父は奥村尚寛。母は大音厚曹の娘。子は奥村栄親、前田直良室。通称儀十郎、助右衛門。初名為質。官位は従五位下伊予守、丹後守。

## 生涯
寛政4年（1792年）、加賀藩年寄・奥村尚寛の四男として生まれる。母は家老・大音厚曹の娘。享和3年（1803年）12月、父・尚寛が死去する。翌文化元年（1804年）、家督と知行1万7000石を相続する。年寄、人持組頭、勝手方主付を歴任する。文政元年（1818年）、藩主前田斉広に藩財政悪化の責任を問われ、全ての役職を解任され失脚する。文政3年（1821年）12月、従五位下伊予守に叙任される。文政7年（1825年）12月、丹後守に遷任する。
国学者として、文政12年（1829年）に語学書『古言衣延弁』を執筆した。天保元年（1830年）5月、藩主前田斉泰の世子・犬千代（前田慶寧）、天保4年（1833年）三男・基五郎（前田利義）、天保5年（1834年）四男・喬心丸（池田慶栄）誕生の際に蟇目役を務める。天保7年（1837年）、藩主斉泰によって再び藩政に登用される。藩政を批判する政敵の寺島蔵人を能登に流罪にする一方、御用商人の銭屋五兵衛と協力して御用銀調達に当たらせた。これらの施策は長連弘ら黒羽織党と呼ばれる一派から厳しく批判された。天保9年（1838年）、幕府より江戸城西丸再建の手伝普請を命じられ、その奉行を務める。天保11年（1840年）、普請の功を幕府より労われ、白銀と時服を下賜される。
天保14年（1843年）8月9日没。享年52。家督は、嫡男栄親が相続するも早世し、叔父質直の八男栄通がその末期養子となった。墓所は野田山墓地。

## 著作
栄実は『古言衣延弁』(1829年成立、1891年出版)を著した。この本において栄実は天暦年間以前にア行の「衣」とヤ行の「延」の仮名が使い分けられているという発見を報告した。たとえば「得たり」「良男（えおとこ）」などにはア行のeを表す「衣」「依」「愛」の字を、一方で「聞こえ」「絶え」「入り江」「枝」などにはヤ行yeを表す「江」「叡」「曳」「延」の字が使われており、これらは相互排他的に使い分けられている。この指摘は、契沖、本居宣長以来の喉音三行弁論において理論上予測されていたヤ行yeの存在を発見したものと評価される。

## 演じた俳優
- 宮川一朗太（映画『武士の家計簿』 ）